# Карніде (Лісабон)
Карніде (порт. Carnide; МФА: [kaɾ.ˈni.dɨ]) — парафія в Португалії, у муніципалітеті Лісабон. Розташована в західній частині країни, на теренах історичної португальської провінції Ештремадура. Входить до складу округу Лісабон. За адміністративним поділом, чинним до 1976 року, терени парафії були складовою провінції Ештремадура. Належить до Лісабонського патріархату Католицької церкви. Патрон — святий Лаврентій. Площа — 4,0699 км². Населення — 23316 ос. (2011). Сильно урбанізований регіон. Густота населення — 5728,89 осіб/км²
. Код — 110611.

## Географія

Райони Лісабона
Зони Лісабона
Карніде

## Населення
| Кількість мешканців | Кількість мешканців | Кількість мешканців | Кількість мешканців | Кількість мешканців | Кількість мешканців | Кількість мешканців | Кількість мешканців | Кількість мешканців | Кількість мешканців | Кількість мешканців | Кількість мешканців | Кількість мешканців | Кількість мешканців | Кількість мешканців |
| ------------------- | ------------------- | ------------------- | ------------------- | ------------------- | ------------------- | ------------------- | ------------------- | ------------------- | ------------------- | ------------------- | ------------------- | ------------------- | ------------------- | ------------------- |
| 1864                | 1878                | 1890                | 1900                | 1911                | 1920                | 1930                | 1940                | 1950                | 1960                | 1970                | 1981                | 1991                | 2001                | 2011                |
| 1 278               | 1 179               | 1 737               | 1 813               | 1 740               | 2 550               | 2 482               | 3 211               | 3 351               | 4 263               | 8 736               | 13 370              | 14 768              | 18 989              | 23 316              |

## Пам'ятки
- Церква Діви Марії Світлої — католицький храм XVI ст.